# Удружење самоуких сликара и вајара Драгачева
Удружење самоуких сликара и вајара Драгачева је невладина непрофитабилна организација основана 27. децембра 1974. у Драгачеву, са циљем да окупља наивне уметнике са већ потврђеним ликовним изразом, и будуће младе уметнике којима је потребна уметничка помоћ ради даље афирмације.
Чланови Удружења (42) који су у свом стваралштву индивидуалци, поседују јер поседују сопствени ликовни језик, иако делују као „Драгачевска сликарска група”, инспирацију за своје стваралаштво траже у природи, етно мотивима и наслеђу Драгачева и његове околине, као и у заборављеним ритуалима, сновима и магији Западне Србије.

## Историјат
Удружење самоуких сликара и вајара Драгачева које је основано 27. децембра 1974. године, са сдиштем у Гучи, настало је са жељом њених оснивача; Стојић, Николе Ника  Предраг Радовановић, Јовиша Славковић, Никола Ковачевић, Славка Тосић, Вера Радојичић, Миломир Радовановић, Вера Миловановић, Зора Ђорђевић, Адам Комановић, Јанко Копривица, Слободан Лимић, Љубинка Станковић, да наставе богату ликовну традицију иконосликара Драгачевског краја Јанка Михајиловића Молера и клесара споменика Радосава Чикириза из прве половине 19. века.
Удружење тренутно окупља 42 аутора са потврђеним ликовним изразом. Међу њима има и младих којима удружење пружа уметничку помоћ ради даље афирмације. 
Отварањем Клуба самоуких сликара и вајара Драгачева 23. новембра 2012. године, Удружење је створилио још боље услове за рад својих чланова. У клубу је изложено 168 експоната (вајара и сликара). 

## Делатност
Главна делатност Удружења је да организује што већи број изложби својих чланова широм Србије и у иностранству. Уметници овог удружења учествују и на великим ликовним смотрама по градовима Србије и  ликовним колонија.
Једна од активност Удружења је и хунанитарна. У оквиру ње донацијом слика и скулптура, удружење је до данас подржало и подржава многе акције које се одржавају у хуманитарне сврхе. 
Поред подржавања активности ликовних уметника Клуб свој простор Удружења уступа и осталим уметницима; певачима, играчима и музичким певачким групама. Током календарске године у Клубу се организују три Посела изворно – народног стваралаштва.
Клуб се укључио са богатим програмом и у Међународну акцију Ноћ Музеја.
Своје активности Удружење самоуких сликара и вајара Драгачева обавља самостално или уз помоћ и материјалну подршку Центра за културу Драгачева.

## Признања
Међу члановима Удржења има и врхунских уметника, чије је рад обезбедио место у разним публикацијама и књигама о ликовној уметности Србије. Неки од њих су носиоци значајних јавних признања (ордења, плакета, диплома).